# Richeling
Richeling (1801 noch mit der französischen Schreibweise Richling; deutsch Richlingen oder Reichlingen, lothringisch Rischlinge) ist eine französische Gemeinde mit 348 Einwohnern (Stand 1. Januar 2022) im Département Moselle in der Region Grand Est (bis 2015 Lothringen). Sie gehört zum Arrondissement Sarreguemines und zum Gemeindeverband Sarreguemines Confluences.

## Geografie
Die Gemeinde Richeling im Nordosten Lothringens liegt im Bereich der Teichlandschaft, die durch Stau der Quellflüsse des Moderbaches, eines Nebenflusses der Albe, angelegt wurden. Die Stauseen Étang de Welschhof, Étang des Marais und Étang de Hirbach sind nur jeweils zwei Kilometer von Richeling entfernt. Sie sind für den Tourismus und die Naherholung erschlossen und insbesondere bei Anglern und Seglern sehr beliebt. Das nur 4,21 km² umfassende Gemeindegebiet wird vom Notterbach, der die nordwestliche Gemeindegrenze bildet, entwässert. Richeling hat im Nordosten einen kleinen Anteil am Forêt de Sarralbe, der größte Teil des sanft hügeligen Gebietes besteht aus Acker- und Grünland. Nachbargemeinden von Richeling sind Grundviller im Norden, Sarralbe und Holving im Südosten sowie Rémering-lès-Puttelange im Westen.

## Geschichte
Die Pfähle im Gemeindewappen erinnern an die Grafschaft Puttelange, von der Richeling abhängig war; die Rose symbolisiert Maria, die Schutzpatronin der Gemeinde.

### Bevölkerungsentwicklung
| Jahr      | 1962 | 1968 | 1975 | 1982 | 1990 | 1999 | 2006 | 2012 | 2022 |
| Einwohner | 192  | 193  | 210  | 262  | 317  | 313  | 351  | 347  | 348  |

Im Jahr 1800 wurde mit 190 Bewohnern die bisher geringste Einwohnerzahl ermittelt. Die Zahlen basieren auf den Daten von cassini.ehess und INSEE.

## Sehenswürdigkeiten
- Kirche Notre-Dame aus dem Jahr 1843

## Wirtschaft und Infrastruktur
Richeling ist eine kleine Gemeinde und wurde lange von der Landwirtschaft geprägt. Viele Häuser sind neueren Datums und Ausdruck für den anhaltenden Bevölkerungszuwachs der letzten Jahre, der auf die Nähe zu den Seen in der Umgebung einerseits, den großen Betrieben wie Smartville oder Ineos (Petrochemie) andererseits zurückzuführen ist und den Zuzug vieler dort Beschäftigter förderte. In der Gemeinde sind vier Landwirtschaftsbetriebe ansässig (Zucht von Rindern, Schafen und Ziegen).
Durch Richeling führt die Nationalstraße 56 von (Saint-Avold nach Sarralbe). Der Anschluss Puttelange-aux-Lacs an der Autobahn Paris-Straßburg ist nur vier Kilometer von Richeling entfernt. Die nächsten Bahnhöfe befinden sich in Sarralbe und Loupershouse.

## Belege
1. ↑  Ortsname auf cassini.ehess.fr
2. ↑  Liste aller Namen vom Ort Richlingen zwischen 1900 und 1990 - Ehemalige Ostgebiete. Abgerufen am 25. Juni 2022.
3. ↑  Wappenbeschreibung auf genealogie.fr (französisch)
4. ↑  Richeling auf cassini.ehess
5. ↑  Richeling auf INSEE
6. ↑  Landwirtschaftsbetriebe auf annuaire-mairie.fr (französisch)